# رحمت أباد (تيران وكرون)
رحمت أباد هي قرية في مقاطعة تيران وكرون، إيران. عدد سكان هذه القرية هو 24 في سنة 2006.